# Bezirk Einsiedeln
Bezirk Einsiedeln är ett av de sex distrikten i kantonen Schwyz i Schweiz. Distriktet består av endast en kommun, Einsiedeln.
Distriktet har cirka 15 500 invånare.